# Festuca caucasica
Festuca caucasica là một loài thực vật có hoa trong họ Hòa thảo. Loài này được (Boiss.) Hack. ex Boiss. mô tả khoa học đầu tiên năm 1884.

## Hình ảnh

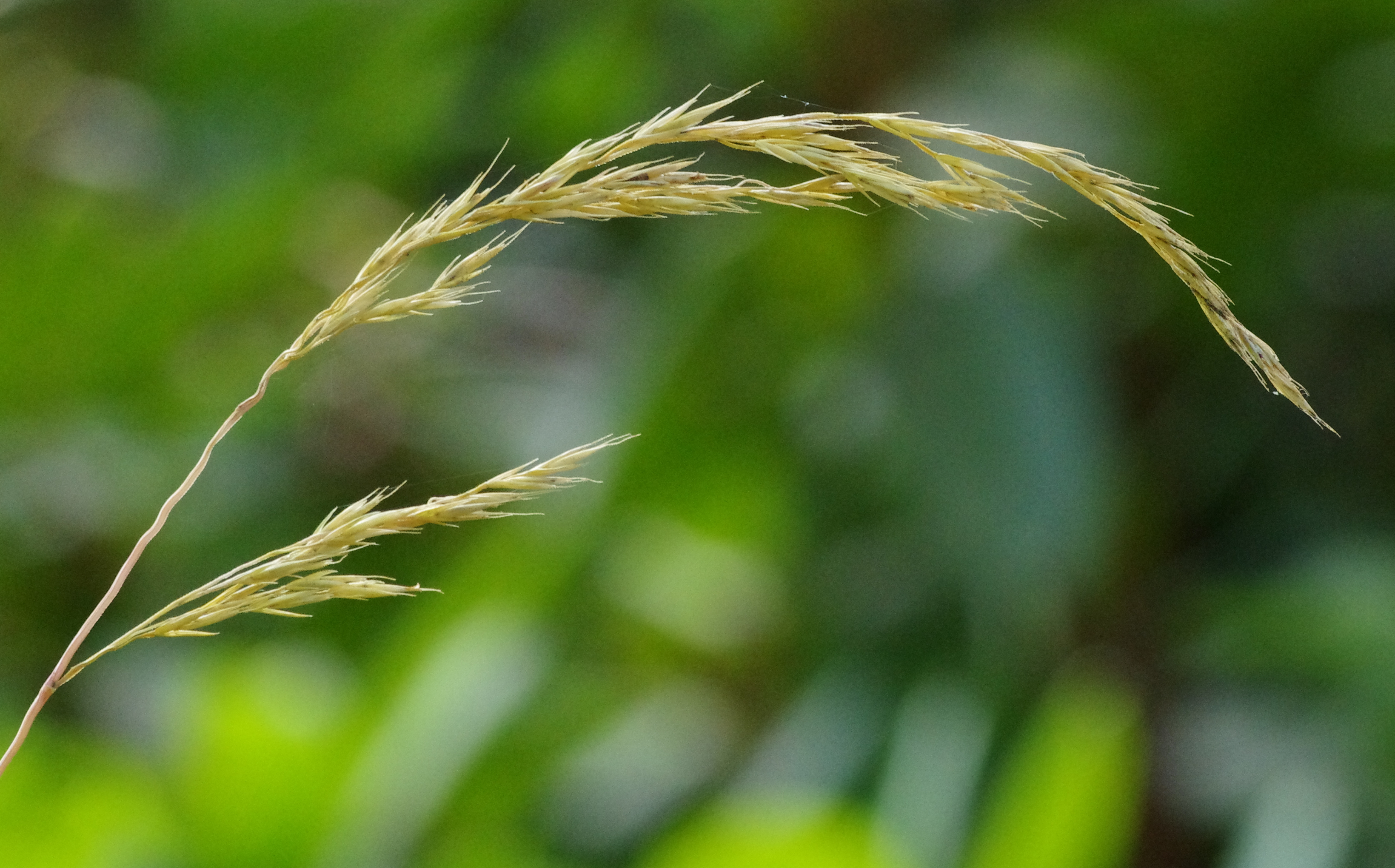
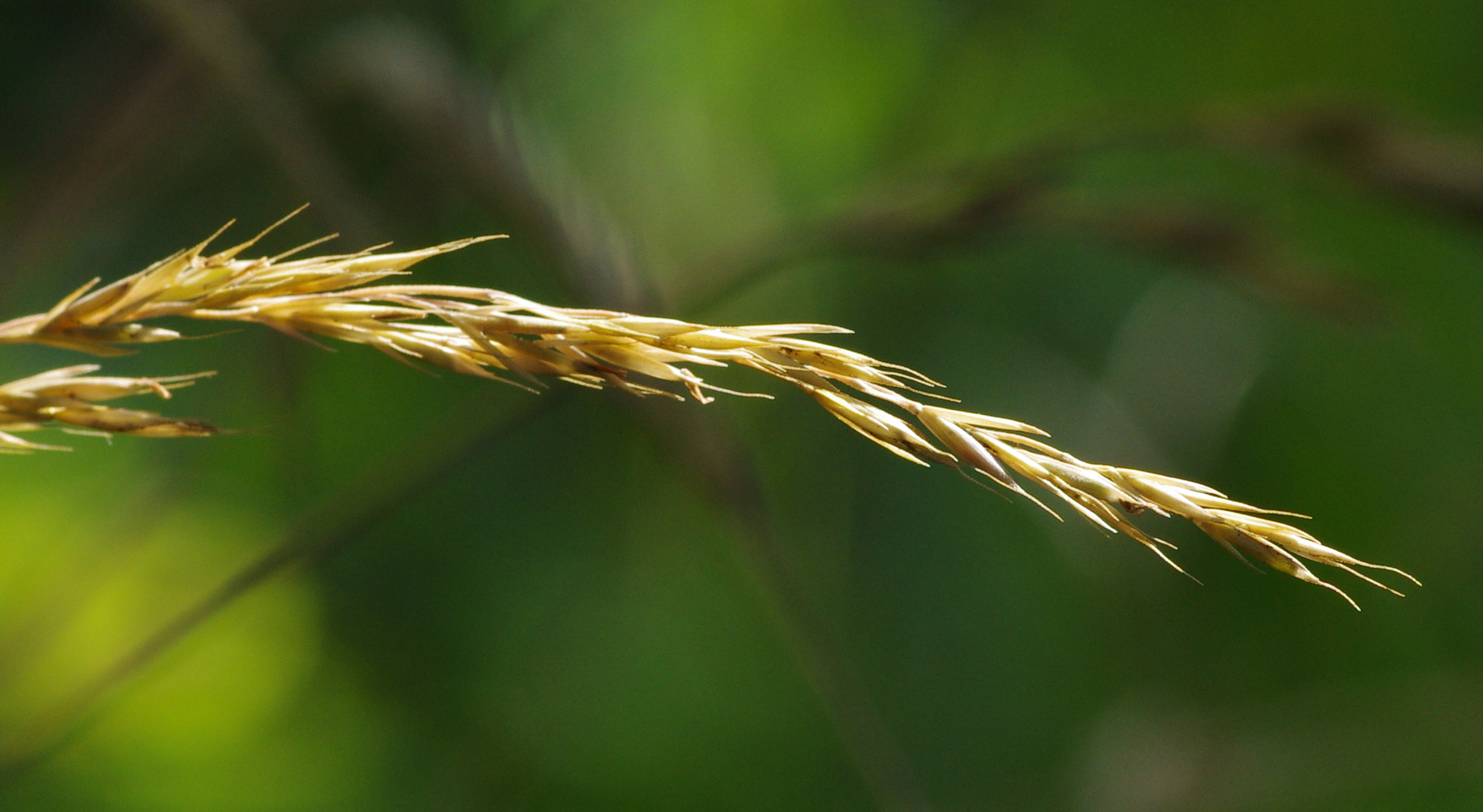